# Lütow
Lütow település Németországban, Mecklenburg-Elő-Pomeránia tartományban. Lakosainak száma 440 fő (2023. december 31.).

## Népesség
A település népességének változása:
| Lakosok száma | 383  | 405  | 437  | 442  | 440  |
|               | 2017 | 2019 | 2021 | 2022 | 2023 |